# Badminton aux Jeux olympiques d'été de 1972

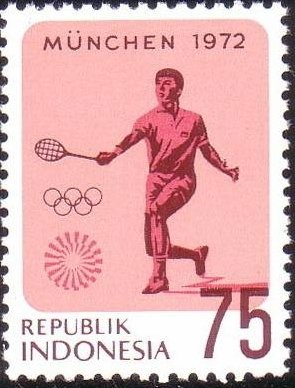
Timbre indonésien représentant un joueur de badminton au J.O. de 1972

Le badminton apparait pour la première fois aux jeux olympiques sous la forme de sport de démonstration. Ce ne sera que 20 ans plus tard, pour les Jeux de Barcelone, que cette discipline sera déclarée sport olympique.

## Simple hommes
| Médaille                            | Nom                            | Pays                       |
| ----------------------------------- | ------------------------------ | -------------------------- |
| Médaille d'or, Jeux olympiques      | Rudy Hartono                   | Indonésie                  |
| Médaille d'argent, Jeux olympiques  | Svend Pri                      | Danemark                   |
| Médaille de bronze, Jeux olympiques | Sture Johnsson Wolfgang Bochow | Suède Allemagne de l'Ouest |

## Double hommes
| Médaille                            | Nom                                                       | Pays                             |
| ----------------------------------- | --------------------------------------------------------- | -------------------------------- |
| Médaille d'or, Jeux olympiques      | Ade Chandra - Christian Hadinata                          | Indonésie                        |
| Médaille d'argent, Jeux olympiques  | Ng Boon Bee - Punch Gunalan                               | Malaisie                         |
| Médaille de bronze, Jeux olympiques | Elliot Stuart - Derek Talbot Willi Braun - Roland Maywald | Royaume-Uni Allemagne de l'Ouest |

## Simple dames
| Médaille                            | Nom                      | Pays              |
| ----------------------------------- | ------------------------ | ----------------- |
| Médaille d'or, Jeux olympiques      | Noriko Nakajama          | Japon             |
| Médaille d'argent, Jeux olympiques  | Utami Dewi               | Indonésie         |
| Médaille de bronze, Jeux olympiques | Gillian Gilks Hiroe Yuki | Royaume-Uni Japon |

## Double mixte
| Médaille                            | Nom                                                              | Pays                           |
| ----------------------------------- | ---------------------------------------------------------------- | ------------------------------ |
| Médaille d'or, Jeux olympiques      | Derek Talbot - Gillian Gilks                                     | Royaume-Uni                    |
| Médaille d'argent, Jeux olympiques  | Svend Pri - Ulla Strand                                          | Danemark                       |
| Médaille de bronze, Jeux olympiques | Roland Maywald - Brigitte Steden Christian Hadinata - Utami Dewi | Allemagne de l'Ouest Indonésie |